# Кёке-Булук
Кёке-Булук (калм. Көке Булуг) — река в Калмыкии и Ростовской области. В верхнем течении также известна как Шар-Элен. В долине реки расположен посёлок Ергенинский. Согласно схеме комплексного использования и охраны водных объектов бессточных районов междуречья Терека, Дона и Волги длина реки — 13,1 км, однако длина реки, полученная посредством измерения расстояния на топографической карте (без учёта меандров) превышает 35 км.

## Название
Название реки калм. Көке Булуг можно перевести быть переведено как «голубой родник» (калм. Көке — синий; голубой; зелёный; серый; сивый и калм. Булуг — источник, ключ, родник).

## Физико-географическая характеристика
Река берёт начало на территории Заветинского района Ростовской области (у бывшего посёлка Сухота), в пределах Ергенинской возвышенности, в балке Шар-Элен. В нижнем течении протекает в балке Бухота (Сухота), река образует меандры, сток реки и её притоков регулируется земляными плотинами и дамбами. Река имеет субширотное направление. Теряется в урочище Сал-Бура
Объём годового стока — 3,26 млн м³, расход воды — 0,10 м³/с. Тип водного режима характеризуется по питанию как почти исключительно снеговое, по распределению стока по сезонам — почти исключительно весна. Вследствие значительного испарения основная роль в формировании стока принадлежит осадкам, выпадающим в холодную часть года. Роль дождевого питания невелика.
Вода сильно-солоноватая. Минерализация — 3,2 г/л. Вода реки пригодна для орошения, хозяйственно-питьевого (с очисткой), рекреационного и бытового использования.
Площадь водосборного бассейна — 148 км². Большая часть бассейна расположена на территории Калмыкии, незначительная часть на территории Ростовской области. Основные притоки — балка Кюре-Сала (левая составляющая) и балка Соворгун — (правая составляющая). В балке Соворгун имеет водохранилище объёмом 2,3 млн м³.
В районе посёлка Ергенинский через реку переброшен мост длинной 46 и шириной 7 метров. По мосту реку пересекает федеральная автодорога Элиста — Волгоград М6.